# Antenne Vivaldi
Une antenne Vivaldi est une antenne à motifs périodiques, où chaque motif possède une ouverture progressive qui permet un passage progressif de l’impédance de la ligne (ou du guide) à l’espace libre, comme pour une antenne cornet. 

## Description

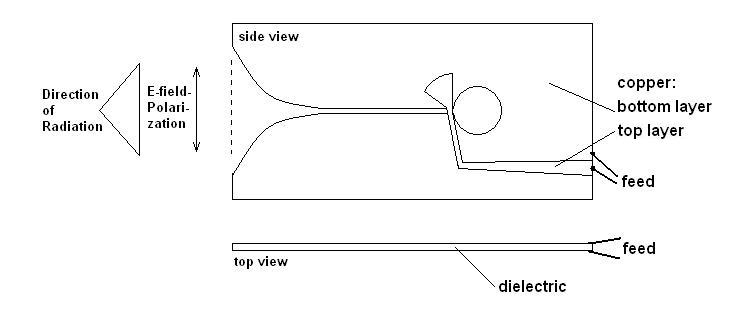
Antenne Vivaldi sur circuit imprimé.

Les antennes Vivaldi sont souvent à large bande ou à double bande dans le domaine des GHz.
P. Gibson (de) lui donne le nom de Vivaldi en référence à Antonio Vivaldi, l'année de sa conception en 1978 marquant le 300e anniversaire du compositeur.